# Osiedle 1000-lecia (Września)
Osiedle 1000-lecia – osiedle położone we wschodniej części Wrześni.